# 圖拉赫
圖拉赫（英語：Turah）是美國蒙大拿州米蘇拉縣東部一個非建制地區，海拔約為1046米（3432英尺）。當地鄰近90號州際公路以及克拉克福克河，並有306名居民（根據2010年美國人口普查統計得出）。